# لترمن ۲۷۸۹۹
سیارک ۲۷۸۹۹ (به انگلیسی: 27899 Letterman، نامگذاری:1996QF) بیست و هفت هزار و هشتصد و نود و نهمین سیارک کشف شده‌است که در ۱۸ اوت ۱۹۹۶ کشف شد.